# Zhambolat Lokiayev
Zhambolat Lokiayev –en ruso, Жамболат Локьяев– (17 de diciembre de 1994) es un deportista ruso que compite en lucha grecorromana. Ganó una medalla de oro en el Campeonato Europeo de Lucha de 2021, en la categoría de 63 kg.

## Palmarés internacional
| Campeonato Europeo | Campeonato Europeo | Campeonato Europeo | Campeonato Europeo |
| Año                | Lugar              | Medalla            | Categoría          |
| ------------------ | ------------------ | ------------------ | ------------------ |
| 2021               | Varsovia (Polonia) | Medalla de oro     | 63 kg              |